# Hoss (Album)
Hoss ist das dritte Album der  US-amerikanischen Punkrockband Lagwagon. Es erschien am 21. November 1995.

## Cover
Das Cover zeigt Hoss, einen Charakter aus der US-amerikanischen Fernsehserie Bonanza, gespielt von Dan Blocker, an einen Baum gelehnt. Oben ist das Bandlogo abgebildet. Lagwagon wählten das Bild, da ihnen bei der Entstehung des Albums auffiel, dass sie alle in ihrer Jugend Fans von Bonanza waren, und Hoss ihr Lieblingscharakter in der Serie war. Da die Band jedoch keine Erlaubnis einholte, das Bild von Dan Blocker zu benutzen, drohte ihnen eine Klage. Sie einigten sich schließlich außergerichtlich darauf, dass sie das Cover weiter benutzen durften, wenn sie einen Teil der Erlöse des Albums für einen wohltätigen Zweck spendeten.

## Album
Hoss gilt als das Album, mit dem Lagwagon international bekannt wurden. Der Musikstil klingt ähnlich wie auf Trashed, jedoch weichen Lagwagon auf ihrem dritten Album ein wenig von ihrem schnellen, hektischen und eher am Pop-Punk orientierten Stil ab und das gesamte Album klingt rockiger.
Im Gegensatz zu den beiden Vorgängern Duh und Trashed wurde Hoss nicht in den West Beach Studios in Hollywood von Fat Mike produziert. Das Album wurde von Ryan Greene im High Street Studio in San Francisco produziert, der auch für das folgende Album Double Plaidinum verantwortlich zeichnete und die stilistische Entwicklung der Band im Sound begleitete.
Kurz nach den Aufnahmen für Hoss verließ Schlagzeuger Derrick Plourde die Band, blieb mit den Mitgliedern allerdings befreundet.

## Rezeption
Mike DaRonco von Allmusic schrieb, Lagwagon wollten auf Hoss ernster genommen werden, ohne in die Kategorie einer Fat-Wreck-Band gesteckt zu werden. Die Band habe mit dem Album deutlich an Reife gewonnen. Er gab vier von fünf Sternen. Auf der Seite punknews.org wurde das Album als „eine der herausragenden Punk-Platten der letzten zehn Jahre“ bezeichnet. Die Wertung war fünf von fünf Sternen. In einer Rezension im Musikmagazin Visions urteilte Joachim Hiller, dass sich Lagwagon mit Hoss deutlich von der Masse an melodischen Punkbands abheben und es dem Album gelingt, ihn aus seiner „Lethargie [zu] reißen“.

## Titelliste
1. Kids Don’t Like to Share – 2:42
2. Violins – 3:07
3. Name Dropping – 2:36
4. Bombs Away – 3:27
5. Move the Car – 3:20
6. Sleep – 1:55
7. Sick – 2:57
8. Rifle – 2:53
9. Weak – 2:36
10. Black Eyes – 3:15
11. Bro Dependent – 1:40
12. Razor Burn – 2:37
13. Shaving Your Head – 2:43
14. Ride the Snake – 3:08